# Tribunal constitutionnel du Pérou
Pour les articles homonymes, voir Tribunal constitutionnel.
Le Tribunal constitutionnel péruvien, parfois aussi Cour constitutionnelle est une agence constitutionnelle indépendante du Pérou qui a été créée dans la Constitution du Pérou de 1993, sous le gouvernement d'Alberto Fujimori. Les membres du Tribunal sont nommés par le Congrès du Pérou. Ces nominations manquent parfois de transparence et reposent sur des faveurs politiques que les candidats peuvent accorder aux législateurs,. Depuis mai 2022, le Tribunal constitutionnel est utilisée pour donner une force institutionnelle aux fujimoristes au Congrès, selon IDL-Reporteros.
Le siège historique du tribunal est situé dans la ville d'Arequipa, mais son siège opérationnel national est situé dans la capitale, Lima. Le Tribunal constitutionnel est l'organe suprême de contrôle et d'interprétation de la Constitution du pays. Il s'agit d'une institution autonome et indépendante qui n'est lié que par la Constitution péruvienne et sa loi organique -Loi N° 28301.

## Compétence

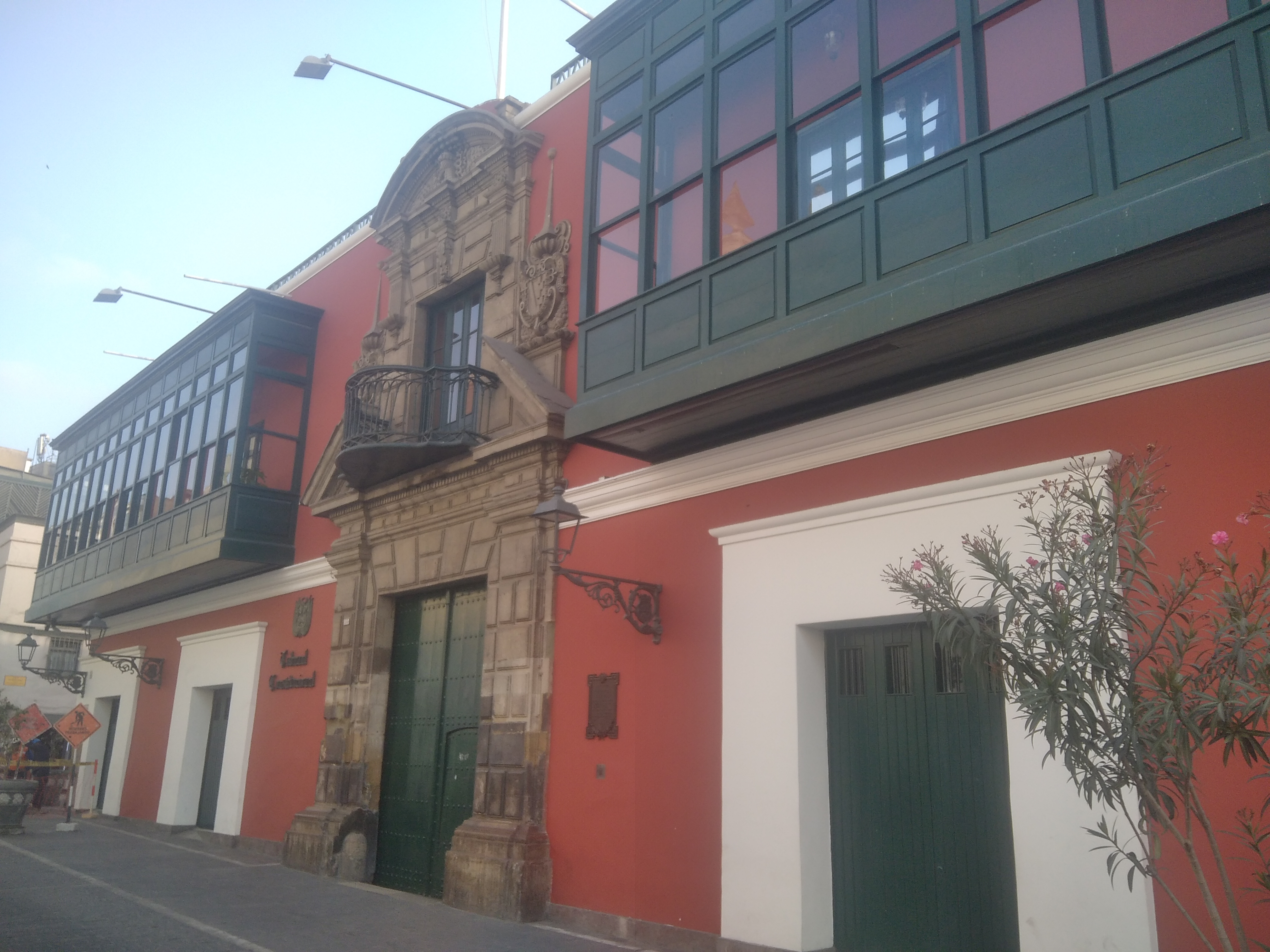
Façade du Tribunal constitutionnel du Pérou.

Le Tribunal constitutionnel est chargé de faire respecter le principe de suprématie constitutionnelle, contre les lois ou actes des organes de l'État qui cherchent à porter atteinte à la Constitution, et intervient pour rétablir le respect de la Constitution en général et des droits constitutionnels en particulier. Le Tribunal est le seul organe spécialisé responsable de ce type de contrôle. Il a le pouvoir de contrôler l'adéquation des lois, des projets de lois et des décrets de l'exécutif, en procédant au contrôle de la constitutionnalité de ces actes.
Selon le modèle de la pyramide de Kelsen, la Cour constitutionnelle agit comme un législateur négatif, dépourvue du pouvoir de légiférer mais avec la faculté d'abroger tout ou partie des lois ou actes inconstitutionnels. Des théories plus récentes soutiennent que la mission de la juridiction implique des fonctions juridictionnelles et la résolution des différends constitutionnels, ce qui peut inclure un contrôle de la performance du pouvoir législatif, la protection des droits fondamentaux et la répartition des pouvoirs entre les branches du gouvernement.

## Controverse

### Candidatures
Le Congrès de la République, le Parlement monocaréral du Pérou, composé principalement de politiciens opportunistes et sans lien avec la société péruvienne, a tenté de manipuler les nominations aux tribunaux afin d'atteindre des objectifs politiques,,. Les législateurs ont tenté de nommer des membres du Tribunal qui serviraient leurs intérêts politiques,. En mai 2022, six des sept membres du Tribunal ont été remplacés par le Congrès dans le cadre d'un processus qui a manqué de transparence selon Human Rights Watch. À la suite de ces nominations, la juridiction a commencé à servir les intérêts des Fujimoristes au sein du Congrès.
En réponse aux nominations dans le contexte de la crise politique péruvienne, quinze membres du Congrès des États-Unis ont exprimé leurs inquiétudes concernant les informations selon lesquelles le Congrès du Pérou tenterait de contrôler les institutions gouvernementales.

### Décisions
Human Rights Watch a déclaré qu'en 2022, le Tribunal constitutionnel « a rendu plusieurs décisions incompatibles avec les normes internationales en matière de droits humains, notamment sur le mariage homosexuel, les droits des autochtones et la justice pour les crimes contre l'humanité ». Il a jugé en février 2022 que le meurtre de 113 prisonniers en 1986 par des officiers de la Marine ne constituait pas un crime contre l'humanité. En mars 2022, la juridiction a statué que la grâce présidentielle controversée accordée à Alberto Fujimori en 2017, emprisonné pour violations des droits humains, devait être rétablie. La grâce a été accordée par Pedro Pablo Kuczynski, dont il a été révélé avec scandale Mamanivideos qu'il avait accepté de gracier Fujimori pour la faveur politique d'éviter la destitution. La Cour interaméricaine des droits de l'homme (CIDH) a dénoncé la décision du Tribunal constitutionnel, déclarant que Fujimori devait rester en prison. Un mois plus tard, en avril, la CIDH a également condamné la décision du Tribunal constitutionnel autorisant le gouvernement à prendre des terres aux autochtones sans les consulter au préalable ni obtenir leur consentement,.
Une décision rendue en février 2023 par le Tribunal constitutionnel du Pérou, dont les membres sont élus par le Congrès, a supprimé le contrôle judiciaire du Congrès, donnant essentiellement à ce dernier un contrôle absolu sur le gouvernement péruvien,.

## Composition actuelle
- Juge : Francisco Morales Saravia (es) (président)
- Juge : Luz Pacheco Zerga (Vice-présidente)
- Juge : Luis Gutiérrez Ticse
- Juge : Helder Domínguez Haro
- Juge : César Ochoa Cardich
- Juge : Manuel Monteagudo Valdez